# Tabora
Tabora ist eine Stadt in Tansania und hat etwa 220.000 Einwohner. Sie liegt auf einer Höhe von 1241 m rund 1140 km von der Hafenstadt Dar es Salaam entfernt im tansanischen Binnenland. Im 19. Jahrhundert war Tabora ein zentraler Handelsplatz für den ostafrikanischen Karawanenhandel. Mit dem Bau der Eisenbahn während der deutschen Kolonialzeit ging diese Bedeutung verloren. Heute ist Tabora Hauptstadt der gleichnamigen Region Tabora, Sitz des katholischen Erzbistums Tabora, Sitz der Westprovinz der Moravian Church of Tanzania (Herrnhuter) sowie eines anglikanischen Bistums.

## Geschichte

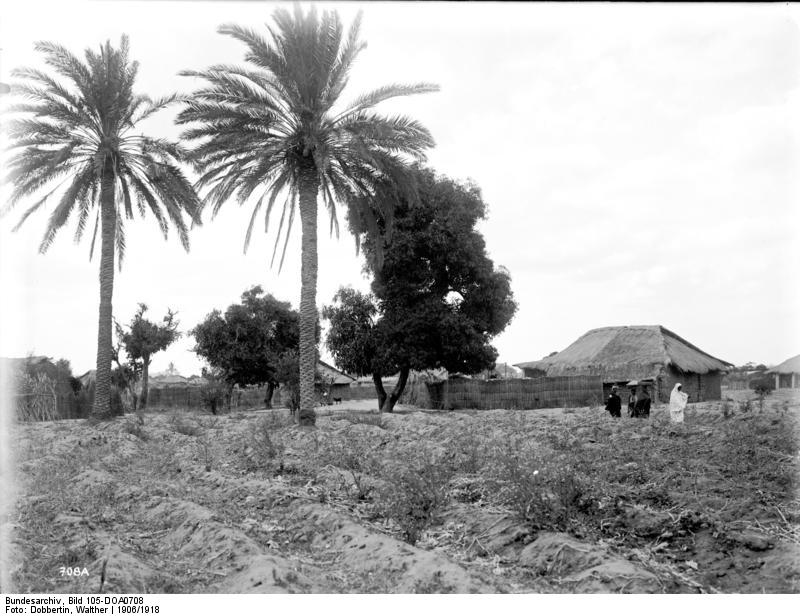
Tabora 1906

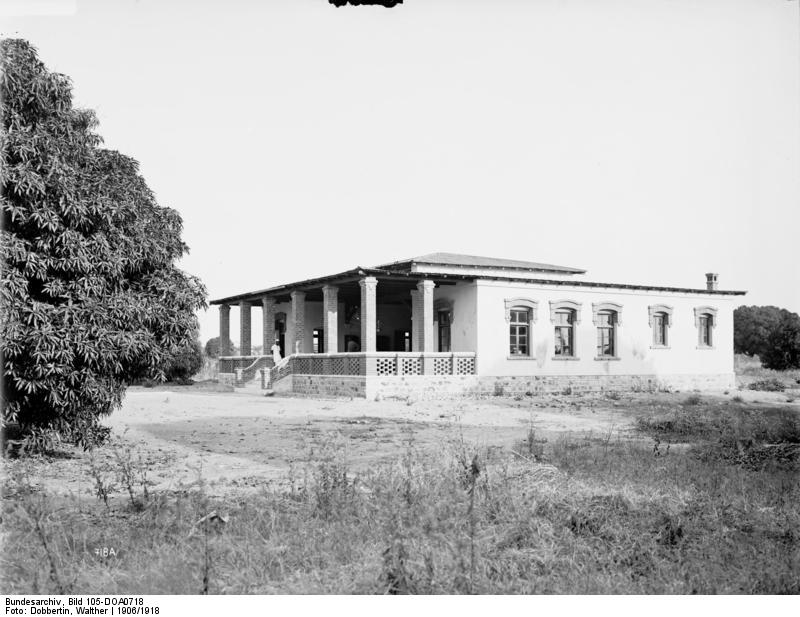
Das Klubgebäude in Tabora 1906

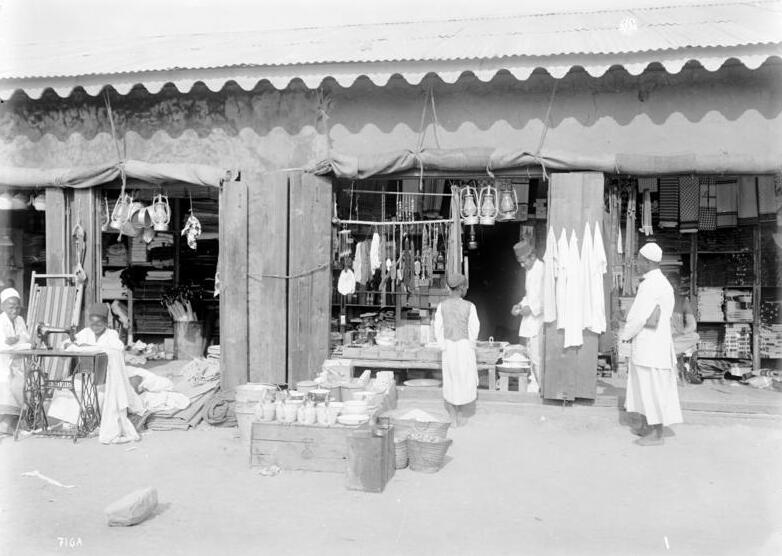
Indische Ladengeschäfte auf dem Markt von Tabora 1906

### Gründung
Tabora wurde in den 1820er Jahren als Handelsniederlassung von zwei indischen Kaufleuten, Musa Mzuri und seinem älteren Bruder, gegründet. Sie wählten den Ort in der Nähe einiger ausgedehnter Streusiedlungen im Zentrum des Gebietes, das von den Nyamwezi bewohnt wurde. Die Nyamwezi sind eine bantusprachige ethnische Gruppe, die im ostafrikanischen Binnenland eine rege Karawanenhandelskultur unterhielt und vermutlich bereits um 1800 Karawanen auch bis zur Küste des Indischen Ozeans geschickt hatte.
Den indischen Händlern, die von der Suche insbesondere nach Elfenbein getrieben wurden, folgten bald weitere Kaufleute von der swahilischen Küste. Im Laufe der folgenden Jahrzehnte wurden Tabora und die angrenzenden Siedlungen zum Knotenpunkt und wichtigstem Umschlagplatz für den boomenden Karawanenhandel zwischen der Küste und dem Hinterland. Von hier aus brachen Karawanen nach Ujiji am Tanganjikasee, in den Kongo, ins Zwischenseengebiet und nach Buganda auf, Sklaven für die Nelkenplantagen Sansibars und Pembas, Elfenbein und Kautschuk für den Export nach Europa und Amerika wurden zur Küste geschafft, Kupferdraht, Perlen, Stoffe und Feuerwaffen flossen als Bezahlung in die Region.
Nach 1860 ernannte der Sultan von Sansibar einen politischen Repräsentanten unter den in Tabora ansässigen Arabern und Swahili, der als Vertreter der Sansibar-Araber und als Verhandlungspartner mit den lokalen Nyamwezi-Herrschern fungierte. Die Araber förderten die Integration der Siedlungen, insgesamt gesehen war ihre Zahl jedoch gering und ihr Einfluss auf die regionale Politik ist von Reisenden und in der Forschungsliteratur häufig überschätzt wurden. Ihre Anführer hatten örtlich durchaus Einfluss; der bekannte arabisch Händler Hamed bin Muhammed el Murjebi (genannt Tippu Tip) berichtete in seinen Memoiren, dass sein Vater mit der Tochter des Herrschers von Unyanyembe Fundikira verheiratet war und selbst den Respekt wie ein örtlicher Herrscher genoss.
Der Ort wuchs schnell, 1871 hatte er bereits etwa 5000 Einwohner. Wirtschaftliches Zentrum war der Markt in Tabora, dennoch behielt der Ort den dörflichen Charakter durch das Nebeneinander verschiedener Siedlungen, von denen Kazeh und Kwihara in Reiseberichten besonders häufig erwähnt werden. Erst zwischen zirka 1860 und 1880 setzte sich Tabora als Begriff für das Siedlungskonglomerat durch.

### Deutsche Kolonialzeit
Am 1. August 1890 schloss Emin Pascha mit den führenden Arabern Taboras einen sogenannten Schutzvertrag über Tabora und die gesamte Region der Nyamwezi, von den Deutschen Unjanjembe genannt, ab. Dieser Vertrag war in zweierlei Hinsicht unrechtmäßig: Zum einen annektierte er – zumindest auf dem Papier – einen großen Teil des afrikanischen Hinterlands für das deutsche Kaiserreich, zum anderen waren die Araber, die zwar über großen Landbesitz in Tabora verfügten, keineswegs zeichnungsberechtigt für die anderen Bewohner der Region. Tatsächlich aber änderte sich, abgesehen von einer Militärstation, über der die Flagge des Kaiserreiches gehisst wurde, in Tabora bis zum Eisenbahnbau ab dem Jahr 1908 relativ wenig. Die Stadt war durch ihre Entfernung zur Küste weit entfernt von den kolonialen Machtzentren, die Gegend galt trotz einzelner Militäraktionen der Kolonialtruppe als schwer kontrollierbar, Besteuerungen ließen sich kaum durchsetzen und wurden zum Teil gar nicht erst erhoben.
Auch wirtschaftlich war das von der Küste weit abgelegene Tabora für deutsche Siedler bis zum Bau der Eisenbahn uninteressant. Ökonomische Säule blieb der Karawanenhandel. 1895 waren unter den rund 15.000 Bewohnern 23 Araber, 3 Inder und 40 Swahili mit ihren Familien. Die meisten Einwohner Taboras waren in der Landwirtschaft beschäftigt, neben dem Eigenbedarf wurden vor allem Lebensmittel zur Ausstattung der Karawanen produziert. Viele Männer arbeiteten weiterhin als Träger oder statteten selbst Karawanen aus. Auch die Waren blieben in den ersten beiden Jahrzehnten der Kolonialherrschaft weitgehend die gleichen.
Dennoch wurde die Stadt wegen ihrer zentralen und strategisch günstigen Lage von Staatssekretär Bernhard Dernburg als mögliche Hauptstadt ins Auge gefasst, was aber vermutlich aufgrund des geringen Europäeranteils unter den Bewohnern nicht durchgesetzt werden konnte.
Mit der Fertigstellung der Mittellandbahn von Dar es Salaam bis Tabora am 1. Juli 1912 erfolgte ein grundlegender Strukturwandel. Der Warenverkehr wurde auf die Schiene umgelegt und der Karawanenhandel kam fast umgehend zum Erliegen. Zahlreiche deutsche Handelsfirmen wurden ansässig, 1913 gab es bereits 26 deutsche Firmen, darunter vier Gasthäuser und eine Apotheke. Die Landwirtschaft jedoch blieb – anders als in der Usambara-Region – in einheimischer Hand. Je eine Kompanie der Schutztruppe und der Polizei waren hier stationiert.
Anders auch als in vielen kolonialen Städten und wie beispielsweise in Dar es Salaam entstand in Tabora während der deutschen Kolonialherrschaft kein eigenes Europäerviertel, das durch einen grünen Gürtel von den Wohngebieten der einheimischen Bevölkerung abgegrenzt war, vielmehr waren die Behausungen der Europäer nahezu im gesamten Stadtgebiet verteilt.

### Belgische und britische Kolonialzeit
1916 wurde Tabora von belgischen Kolonialtruppen unter Führung vom General Charles Tombeur (Tombeur de Tabora) nach heftigen Kämpfen eingenommen und gehörte formal ab 1920 zu der – in Tanganjika umbenannten – britischen Kolonie. Die deutschen Einwohner wurden quer durch Afrika nach Frankreich deportiert. Der wirtschaftliche Aufschwung, der sich in Tabora in den letzten Jahren der deutschen Kolonialzeit durch den Bahnbau angekündigt hatte, setzte sich nach der Übernahme der britischen Kolonialverwaltung jedoch nicht fort.
1928 wurde die Bahnstrecke von Tabora nach Mwanza am Victoria-See eröffnet, was nicht zu einer Belebung der Wirtschaft um Tabora führte. Vielmehr wurden nun viele Güter, die bisher über Tabora liefen, über die Bahnstrecke zum Victoria-See und durch die Kolonie Kenia zum Hafen am Indischen Ozean transportiert. Auch als 1940 in der Nähe Diamanten entdeckt wurden, änderte sich daran nicht viel.
1925 wurde in Tabora die Boys Central Government Secondary School eingerichtet, die als Kaderschmiede für künftige Verwaltungsangestellte konzipiert war und später auch als das Eton von Tanganjika bezeichnet wurde. Ab 1937 besuchte der spätere erste Staatspräsident Tansanias, Julius Nyerere, diese Schule.

## Einwohnerentwicklung
Die folgende Übersicht zeigt die Einwohnerzahlen nach dem jeweiligen Gebietsstand seit der Volkszählung 1978.
|               | Einwohnerzahl |
| ------------- | ------------- |
| 1978 (Zensus) | 67.388        |
| 1988 (Zensus) | 92.779        |
| 2002 (Zensus) | 126.089       |
| 2012 (Zensus) | 160.608       |
| 2022 (Zensus) | 221.466       |

## Wirtschaft
- Landwirtschaft (Tabak, Mai,s[11] Weinanbau und Honig[12])

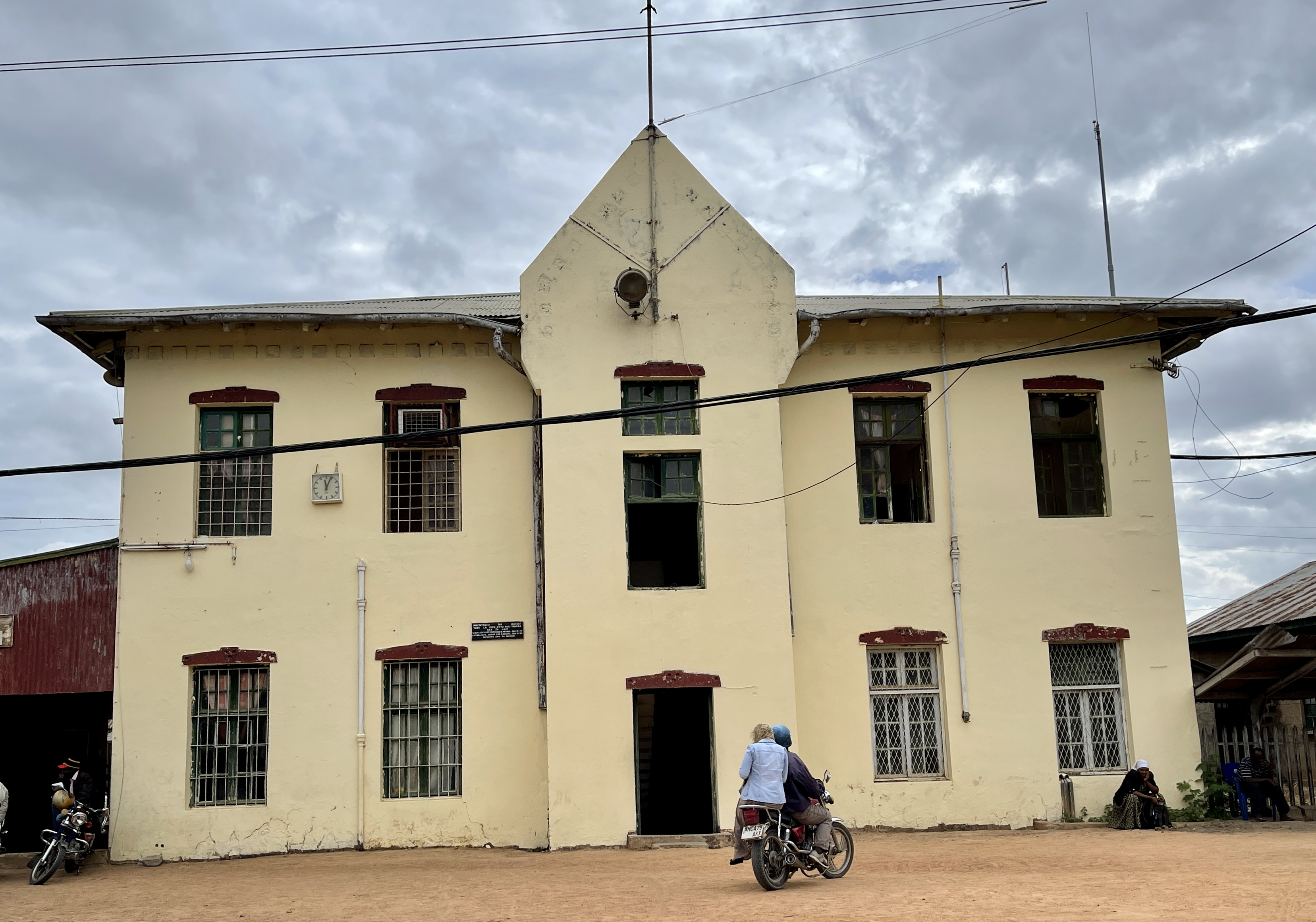
Bahnhof Tabora

- Textilien[13]

## Verkehrsanbindungen
- Flughafen
- Der Bahnhof, der an einem wichtigen Eisenbahnknoten liegt. Von Tabora aus führt eine Strecke nach Kigoma am Tanganjikasee, eine andere Strecke nach Mwanza am Victoriasee und eine weitere Strecke über die Hauptstadt Dodoma SGR Terminal nach Dar Es Salaam am Indischen Ozean. Weiterhin besteht eine Bahnlinie in die südlich gelegene Kreisstadt Mpanda. Die Stadt ist per KFZ bisher nur über Erdstraßen von Norden und Osten her erreichbar.
- Mwanza und die Hauptstadt Dodoma sind per Fernbus erreichbar.

## Klimadiagramm
|                       | Jan   | Feb   | Mär   | Apr   | Mai  | Jun  | Jul  | Aug  | Sep  | Okt  | Nov   | Dez   |   |       |
| Mittl. Tagesmax. (°C) | 28,0  | 28,8  | 29,3  | 29,0  | 29,3 | 28,9 | 28,4 | 30,6 | 32,1 | 32,3 | 30,1  | 28,7  | ⌀ | 29,6  |
| Mittl. Tagesmin. (°C) | 17,6  | 17,4  | 17,5  | 17,2  | 15,9 | 13,9 | 19,1 | 16,0 | 17,8 | 18,9 | 18,6  | 18,1  | ⌀ | 17,3  |
|                       |       |       |       |       |      |      |      |      |      |      |       |       |   |       |
| Niederschlag (mm)     | 17,55 | 15,98 | 15,84 | 10,40 | 2,07 | 0,74 | 0,08 | 0,17 | 0,29 | 2,70 | 11,04 | 17,26 | Σ | 94,12 |
|                       |       |       |       |       |      |      |      |      |      |      |       |       |   |       |
| Sonnenstunden (h/d)   | 6,3   | 6,6   | 7,0   | 7,9   | 8,4  | 9,1  | 10,2 | 10,3 | 9,5  | 8,6  | 7,1   | 6,2   | ⌀ | 8,1   |
|                       |       |       |       |       |      |      |      |      |      |      |       |       |   |       |
| Regentage (d)         | 13    | 11    | 12    | 10    | 3    | 0    | 0    | 0    | 1    | 3    | 11    | 16    | Σ | 80    |
|                       |       |       |       |       |      |      |      |      |      |      |       |       |   |       |
| Luftfeuchtigkeit (%)  | 70    | 71    | 72    | 73    | 66   | 54   | 50   | 49   | 42   | 48   | 58    | 71    | ⌀ | 60,3  |

| 17,6 |

| 17,4 |

| 17,5 |

| 17,2 |

| 15,9 |

| 13,9 |

| 19,1 |

| 16,0 |

| 17,8 |

| 18,9 |

| 18,6 |

| 18,1 |

| 17,6 |

| 17,4 |

| 17,5 |

| 17,2 |

| 15,9 |

| 13,9 |

| 19,1 |

| 16,0 |

| 17,8 |

| 18,9 |

| 18,6 |

| 18,1 |

## Söhne der Stadt
- Der spätere Präsident Julius Nyerere besuchte in Tabora das Gymnasium

## Trivia
Der Gebäckhersteller Bahlsen benannte 1912 eine Kekssorte nach diesem Ort.